# Die Kaiserin
Die Kaiserin is een Duitse historische dramareeks. De serie werd gereleased op Netflix op 29 september 2022 en draait rond het leven van keizerin Elisabeth van Oostenrijk.

## Samenvatting
De zestienjarige Elisabeth 'Sisi' reist met haar moeder en zuster Helene mee naar Ischl, waar ze hun neef Frans Jozef zullen ontmoeten. Het is de bedoeling dat hij zich zal verloven met Helene, maar hij wordt verliefd op haar jongere zuster en kiest voor haar. De twee trouwen, maar Elisabeth heeft het moeilijk met het hof in Wenen.

## Cast en personages
- Devrim Lingnau als Elisabeth von Wittelsbach
- Philip Froissant als Frans Jozef I van Oostenrijk
- Melika Foroutan als aartshertogin Sophie, moeder van keizer Frans Jozef en Maximiliaan
- Johannes Nussbaum als Aartshertog Maximiliaan, broer van keizer Frans Jozef
- Elisa Schlott als hertogin Helene, Elisabeths oudere zuster
- Jördis Triebel als Ludovika van Beieren, moeder van Helene en Elisabeth
- Almila Bagriacik als gravin Leontine von Apafi, een revolutionaire die zich voordoet als gravin